# Списак томова серије Дорохедоро
Дорохедоро јесте манга коју је написала и илустровала Кју Хајашида. Објављивала се од 2000. до 2018. године у три Шогакуканове ревије, са поглављима сакупљеним у 23 танкобона. Издавачка кућа Дарквуд преводи мангу на српски језик од 2023. године.

## Списак томова
| - 1. „Кајман” (カイマン ) - 2. „Гладан инсект” (ハングリーバグ ) - 3. „Тип из кошмара” (悪夢の中のアイツ ) - 4. „У врећи” (袋の中 ) - 5. „Док се једе, не галами се!” (食事中はお静かに ) - 6. „Маг из суседног града” (隣の町の魔法使い ) - „Посебна магија” (おまけ ) |

| - 7. „Вече мртвих” (死者の夜 ) - 8. „Крвави обрачун у тржном центру” (血闘!! 中央デパート前 !! ) - 9. „И гмизавци плешу” (トカゲも踊る盛り沢山 ) - 10. „Печена патка на магов начин” (鴨のロースト魔法使い添え : ) - 11. „Светски турнир магије” (統一魔界なんちてトーナメント ) - „Посебна магија” (おまけ ) |

| - 12. „Молимо вас, свечано се обуците” (舞踏会へは正装でおこし下さいませ ) - 13. „У новој години у рупи” (ゆく年くる年 "ホール" "") - 14. „Кајман у земљи магије” (魔法の国のカイマン ) - 15. „Тајна тоалета који пушта ватру” (炎洗式トイレ秘話 ) - 16. „Девојка која продаје дим” (ケムリ売りの少女 -) - 17. „Планина је пуна печурака” (キノコの山は食べ盛り ) - „Посебна магија” (おまけ ) |

| - 18. „Први дим” (はじめてのケムリ ) - 19. „Елегија канализације” (マンホール哀歌 ) - 20. „All-Star меч из снова” (オールスター☆夢の球宴 ☆) - 21. „All-Star меч се захуктава” (オールスター☆夢の球宴白熱!! All Star☆Yume no Kyūen Hakunetsu!!) - 22. „Све је више гмизаваца” (トカゲ増量中❤ ❤) - 23. „Леп дан да се крене на пут” (いい日、旅立ち。 Ii Hi, Tabidachi.) - „Посебна магија” (おまけ ) |